# Juan Manuel González Sandoval
Juan Manuel González Sandoval MNM (* 20. Februar 1964 in Guáscuaro, Michoacán, Mexiko) ist ein mexikanischer Ordensgeistlicher und römisch-katholischer Bischof von Tarahumara.

## Leben
Juan Manuel González Sandoval trat der Ordensgemeinschaft der Misioneros de la Natividad de María bei, legte am 7. September 1990 die ewige Profess ab und empfing am 17. Mai 1991 das Sakrament der Priesterweihe.
Papst Franziskus ernannte ihn am 4. Februar 2017 zum Bischof von Tarahumara. Die Bischofsweihe empfing er am 1. April desselben Jahres. Die Amtseinführung im Bistum Tarahumara fand einen Tag später statt.